# جون ماكفيرسون
جون ماكفيرسون (بالإنجليزية: John McPherson)‏ (1855 في المملكة المتحدة - 14 مارس 1934) هو لاعب كرة قدم بريطاني (وحمل سابقاً جنسية المملكة المتحدة لبريطانيا العظمى وأيرلندا) في مركز الدفاع. شارك مع منتخب اسكتلندا لكرة القدم. أما مع النوادي، فقد لعب مع فايل أوف ليفن ‏.

## وصلات خارجية
- جون ماكفيرسون على موقع الاتحاد الإسكتلندي (الإنجليزية)
- جون ماكفيرسون على موقع قاعدة بيانات كرة القدم.إي يو (الإنجليزية)
- جون ماكفيرسون على موقع ناشيونال فوتبول تيمز (الإنجليزية)